# Dealuri însângerate 2
Dealuri însângerate 2 (titlu original The Hills Have Eyes 2) este un film american de groază din 2007 regizat de Martin Weisz. Rolurile principale au fost interpretate de actorii  Cécile Breccia, Michael Bailey Smith, Archie Kao și Jay Acovone. Este o continuare a filmului Dealuri însângerate din 2006, în regia lui Alexandre Aja, film care, la rândul său, este o refacere a filmului Sălbatic și mortal (The Hills Have Eyes) regizat de Wes Craven din 1977. 

## Distribuție
- Michael McMillian - PFC David 'Napoleon' Napoli
- Jessica Stroup - PFC Amber 'Barbie' Johnson
- Jacob Vargas - PFC Carlos 'Crank' Medina
- Flex Alexander - SGT Jeff 'Sarge' Millstone
- Lee Thompson Young - PFC Delmar 'Del' Reed
- Daniella Alonso - PFC Marisol 'Missy' Martinez
- Eric Edelstein - CPL Gilbert 'Spitter' Cole
- Reshad Strik - PFC Michael 'Mickey' Elrod
- Ben Crowley - PFC Scott 'Stump' Locke
- Michael Bailey Smith - Papa Hades
- Derek Mears - Chameleon
- David Reynolds - Hansel
- Jeff Kober - Colonel Lincoln Redding
- Jay Acovone - Dr. Wilson
- Philip Pavel - Dr. Paul Foster
- Archie Kao - Dr. Han
- Jason Oettle - Letch
- Gáspár Szabó - Sniffer
- Tyrell Kemlo - Stabber
- Cécile Breccia - Pregnant Woman
- Fatiha Quatili - Afghan Woman
- Joseph Beddelem - Insurgent
- Jeremy Goei - Clyde Martinez